# Pterolamia
Pterolamia is een kevergeslacht uit de familie van de boktorren (Cerambycidae). De wetenschappelijke naam van het geslacht werd voor het eerst geldig gepubliceerd in 1942 door Breuning.

## Soorten
Pterolamia is monotypisch en omvat slechts de volgende soort:
- Pterolamia strandi Breuning, 1942